# リラのホテル
リラのホテル (HOTEL LILAS) は、1983年6月21日に発売された、かしぶち哲郎の1枚目のソロ・アルバムである。矢野顕子との共同プロデュース作品で、初出時のアーティスト表記は「かしぶち哲郎 featuring 矢野顕子」とクレジットされている。

## 解説
かしぶちのソロ・アルバムの企画は1981年頃に立てられ、楽曲はかしぶちがはちみつぱいやムーンライダーズの初期の頃に制作したものなどから選ばれ、それまでの10年間に書きためた50数曲のストックの中から全10曲が選ばれた。
楽曲の中には、かしぶちが1966年 - 1970年の間に書いた古い作品を原型とするものもある。
タイトルチューン「リラのホテル」は、かしぶちが高校生の頃に書いたもので、1976年にあがた森魚に提供されている。また「春の庭」は、はちみつぱい時代に演奏されていた曲である。
レコーディングは矢野顕子の全面的なサポートを得て行われ、坂本龍一、矢野誠、細野晴臣、松任谷正隆など矢野顕子ゆかりのミュージシャン、ムーンライダーズのメンバー、大貫妙子などが参加している。
なお、かしぶちはレコーディングに入る前、自身の音楽のルーツを探るためにしばらくヨーロッパを旅したという。
アート・ディレクションは柴田誠が手がけた。ディスクジャケットには三浦順光が撮影した、かしぶちと矢野の写真がそれぞれ表裏に使われている。歌詞ブックレットのひまわりの花の絵は、かしぶち自身が描いている。

## シングルカット
- 『Listen to me, Now! / Friends』1983年6月21日
  - 本アルバムからシングルカット。EP盤。

## 収録曲
全曲の作詞・作曲はかしぶちが手がけ、編曲は矢野と分担している。
アナログレコードでは、1から5までがA面、6から10までがB面に収録されている。
1. ひまわり (3:34)
2. リラのホテル (4:13)
3. Friends (4:00)
4. 冬のバラ (2:50)
5. 屋根裏の二匹のねずみ (4:54)
6. Listen to me, Now!  (3:39)
この曲と＃8のベースはシンセサイザーによる。なお、この曲は矢野顕子が出前コンサートでも取り上げている。
7. 堕ちた恋 (4:43)
8. 恋ざんげ (3:08)
9. 憂うつな肉体 (4:04)
10. 春の庭 (3:06)
この曲は中島ノブユキがピアノ演奏でカバーしている[5]。

## クレジット
- Producer：かしぶち哲郎[1]
- Co-Producer：矢野顕子[1]
- Arrangement：かしぶち哲郎、矢野顕子[1]
- Strings Arrangement：坂本龍一 (#2, #7)
- Strings Arrangement：矢野誠 (#8, #10)
- All Lyrics, Music & Cover Painting by Tetsuro Kashibuchi
- All Songs published by Yano Music Publishing Co,Ltd. & Ladyrinthos Music, Inc
  - except “Hotel Lilas” Published by Watanabe Music Publishing Corp.
- All rights reserved by Yano Music Publishing Co,Ltd.

### ミュージシャン
- かしぶち哲郎：Vocal, Drums, Percussion, Celesta
- 矢野顕子：Vocal (#3, #5, #6, #8), Acoustic Piano, Electric Piano, Synthesizer, Hammond Organ, Marimba
- 坂本龍一：Acoustic Piano, Synthesizer, Cembalo
- 細野晴臣：Electric Bass
- 白井良明：Acoustic Guitar, Electric Guitar
- 稲葉国光：Double Bass (#9, #10)
- 吉川忠英：Gut Guitar
- 松任谷正隆：Accordion
- 大貫妙子 (by courtesy of Dear Heart/RVC) ：Backing Vocal (#6, #8)
- ひばり児童合唱団：Chorus (#6, #10)

### スタッフ
- Executive Producer：大蔵博 (やのミュージック)
- A&R Director：国吉清治 (CANYON RECORDS)
- Mix & Re-Mix：田中信一
- Assistant Engineer：滝瀬茂 (ONKIO HAUS)
- Recording Studio：ONKIO HAUS (Feb.～Mar. 1983)
- Equipment & MC-4 Program：藤井丈司、山添昭彦、金丸晃冶 (ヨロシタミュージック)
- Art Direction & Illustration：柴田誠
- Photographer：三浦順光
- Fashion Co-ordinator：前村麻衣子
- Hair & Make-up：新堀司

## 発売記録
| 形態 | 発売日        | 品番      | レーベル         | 備考                                                       |
| ---- | ------------- | --------- | ---------------- | ---------------------------------------------------------- |
| LP   | 1983年6月21日 | C28A0277  | ポニーキャニオン | 初出 / 真空パッケージ                                      |
| CT   | 1983年6月21日 | 28P6238   | ポニーキャニオン | 初出                                                       |
| CD   | 1991年8月21日 | MDC7-1079 | ミディ           | CD再発                                                     |
| CD   | 2013年8月14日 | MDCL-5013 | ミディ           | SHM-CD再発 / 24ビットデジタルリマスタリング / 紙ジャケット |

## レコ発コンサート
1983年9月6日には、初のソロコンサートとなる「『リラのホテル』コンサート」を渋谷公会堂で開催。出演はかしぶちと矢野のほか、ボーカルで大貫妙子、ストリングス指揮で坂本龍一が参加、かしぶちがボーカルに専念したためドラムは鈴木さえ子が担当した。演奏はムーンライダーズのほか、ひばり児童合唱団も参加し、ステージセットにも凝った豪華なコンサートとなった。